# Votadini
I Votadini (Wotādīnī o Votādīnī) erano un popolo britannico dell'Età del Ferro. 
Il loro territorio era una piccola parte della provincia romana della Britannia, nel sud-est della Scozia e nel nord-est dell'Inghilterra, a sud del Firth of Forth.

Si estendeva in un'area compresa tra il Firth of Forth a nord e il Northumberland a sud, e tra il Lothian occidentale a occidente, e la costa orientale a est. 

La loro capitale era probabilmente Traprain Law, una fortezza nel Lothian dell'est, finché fu abbandonata attorno al 400 a favore di Din Eidyn. 

In seguito, tra il periodo sub-romano e il primo Medioevo, il nome dei loro discendenti fu modificato in Gododdin, che si pronuncia go'doðin.

## Preistoria
L'area fu abitata sin dal 3000 a.C., come dimostra la collina sacra di Cairnpapple Hill, (nel West Lothian). Attorno al 1500 Traprain Law, nell'East Lothian, era già un luogo di sepoltura, con evidenze di occupazione dopo il 1000. Scavi al castello di Edimburgo hanno portato alla luce materiale dell'Età del Bronzo, databile attorno all'850. La cultura e la lingua celto-britanniche si diffusero nell'area dopo l'VIII secolo, probabilmente più per contatti culturali che a seguito di un'invasione su larga scala. Intanto, si andò sviluppando il sistema dei regni. Numerose fortezze e insediamenti supportano l'immagine di tribù in contrasto tra di loro e piccoli regni, ricordati dai romani.

## La dominazione romana
Nel I secolo le fonti romane ricordano i Votadini come una tribù britannica. Dal 79 al 105 d.C. e poi dal 140 al 164 furono soggetti all'occupazione romana. Quando i conquistatori si ritirarono al di qua del Vallo di Adriano, i Votadini divennero uno stato cuscinetto alleato di Roma, privo di occupazione militare. Questa situazione si protrasse fino al 410, quando i romani si ritirarono dall'Inghilterra. 
Sin dal III secolo, la Britannia fu divisa in quattro province. In una tarda riorganizzazione fu creata la provincia Valentia, che potrebbe essere una nuova e che forse includeva il territorio votadino. Tuttavia, è più probabile che fosse una delle quattro già esistenti e che abbia semplicemente cambiato nome.

## Il periodo post-romano
Dopo la partenza dei Romani dalla Britannia agli inizi del V secolo, le terre dei Votadini furono inglobate dal Regno del nord, che poi si frantumò nel tardo V secolo.
A partire dal 470 ca., comparve un nuovo regno di Gododdin, che occupava molto dell'originario territorio dei Votadini, sebbene la parte meridionale, tra il Tweed e il Tyne, si costituì in regno autonomo, noto come Brycheiniog. Alla fine entrambi i regni caddero sotto gli Angli della Bernicia. Sono questi eventi ad essere commemorati nel ciclo epico di VII secolo, Y Gododdin, attribuito al poeta gallese Aneirin. Si pensa che Cunedda, leggendario fondatore del regno del Gwynedd, nel nord del Galles, fosse un capo dei Gododdin, che migrò nel sud-ovest in quel tempo.